# Mimexocentrus
Mimexocentrus är ett släkte av skalbaggar. Mimexocentrus ingår i familjen långhorningar.
Kladogram enligt Catalogue of Life:
| Mimexocentrus | \| \| Mimexocentrus medioalbus \| \| \| \| \| \| Mimexocentrus perrieri \| \| \| \| \| \| Mimexocentrus seminiveus \| \| \| \| |
|               | \| \| Mimexocentrus medioalbus \| \| \| \| \| \| Mimexocentrus perrieri \| \| \| \| \| \| Mimexocentrus seminiveus \| \| \| \| |
|               | Mimexocentrus medioalbus |
|               | |
|               | Mimexocentrus perrieri |
|               | |
|               | Mimexocentrus seminiveus |
|               | |